# The American Sociologist
The American Sociologist là một tạp chí học thuật đựoc bình duyệt hàng quý chủ yếu tập trung vào xã hội học với sự nhấn mạnh đặc biệt vào các chủ đề liên quan đến nghề nghiệp và kỷ luật. Tạp chí được thành lập vào năm 1965 và được xuất bản bởi Hiệp hội Xã hội học Hoa Kỳ cho đến khi bị tạm đình chỉ vào năm 1982. Tạp chí tiếp tục trở lại vào năm 1987 khi nó được tiếp quản bởi Transaction Publishers. Transaction Publishers đã bán quyền xuất bản tạp chí cho Springer Science + Business Media vào năm 2007.

## Tóm tắt và lập chỉ mục
Tạp chí được tóm tắt và lập chỉ mục tại:
- Academic OneFile
- EBSCO
- FRANCIS
- International Bibliography of Periodical Literature
- International Bibliography of the Social Sciences
- PASCAL
- ProQuest
- Scopus[3]
- SocINDEX
- Sociological Abstracts